# 哈佛燕京学社

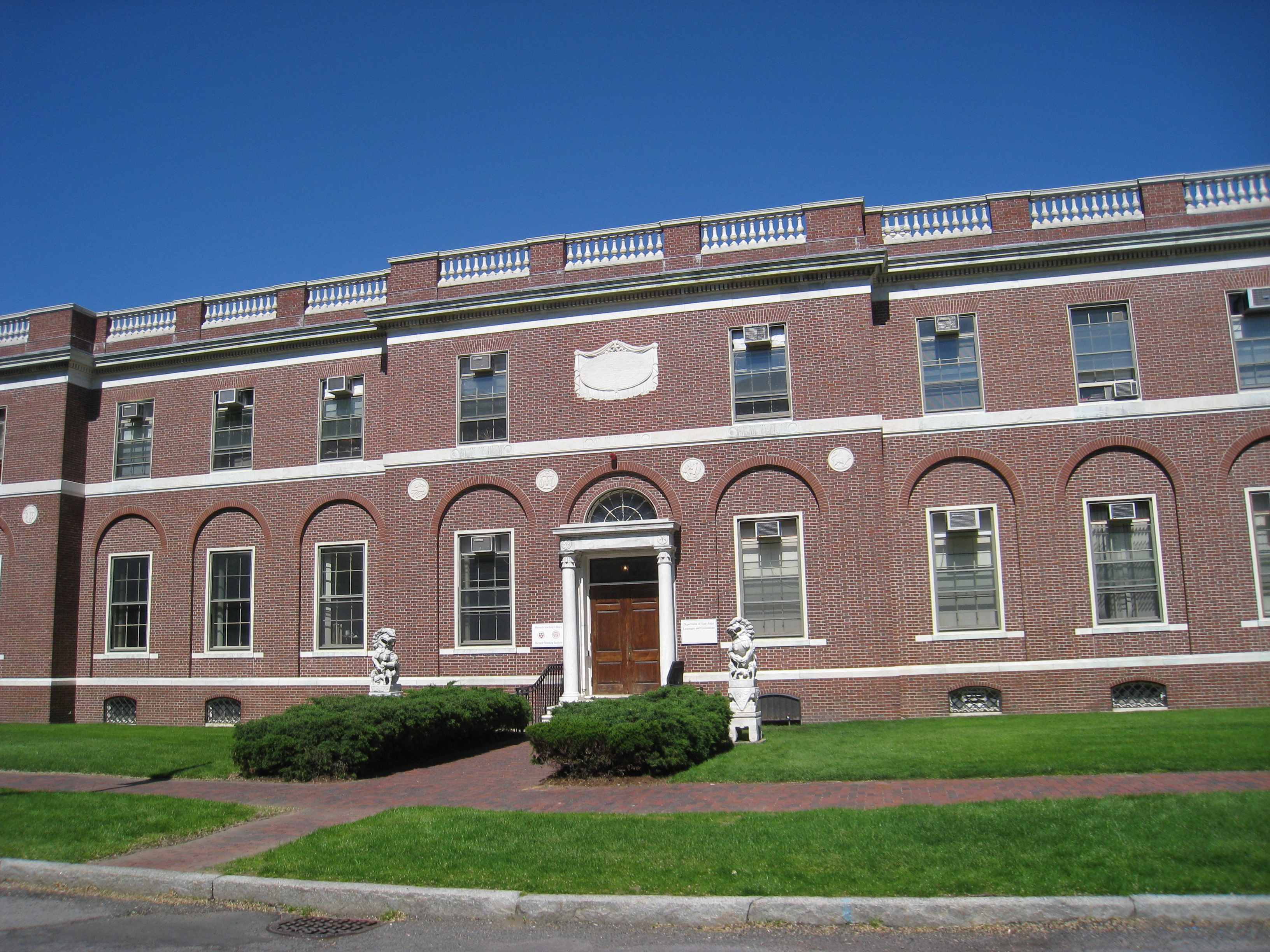
位于美国剑桥市的哈佛燕京学社

哈佛燕京学社（Harvard－Yenching Institute），于1928年春由美国铝业公司创始人查爾斯·馬丁·霍爾（1863－1914）的遺產基金资助创办。當時，北京的燕京大學校長司徒雷登瞭解到霍爾在遺囑中聲明，遺產中一部分要用於研究中國文化，由一所美國大學和一所中國大學聯合組成一個機構來執行該項計划。於是，司徒雷登成功說服哈佛大學與燕京大學合作，在1928年成立哈佛燕京學社，並設立燕京學社北平辦事處。
哈佛燕京学社是一个非盈利性的机构，致力于在东亚和东南亚推进人文学科和社会科学的高等教育。虽然哈佛燕京学社同哈佛大学关系密切，但是在法律和财政上独立。 
哈佛燕京学社通过对哈佛燕京图书馆的贡献来支持哈佛大学的东亚研究。現任社長為裴宜理，提高了燕大学术地位，也扩充燕大的经济来源。  
由于哈佛燕京学社的成立，燕京大学教授的待遇大大提高，不必再如前兼课，有余暇开展学术研究，在《燕京学报》发表论文。哈佛大学图书馆又委托燕京大学图书馆大规模收购中文书籍，燕京大学图书馆由此获得一笔手续费，以此笔经费收集各种方志和文集。哈佛燕京学社每年招收约10名研究生，并为每名研究生提供500元奖学金。

## 历任社长
- 叶理绥 (1934-1956)
- 埃德温·赖肖尔 (1956-1964)
- Glen Baxter, Acting Director (1961-1964)
- John Pelzel (1964-1975)
- Albert M. Craig (1976-1986)
- Patrick Hanan (1987-1995)
- 杜维明 (1996-2008)
- 裴宜理 (2008-)